# Благовеста
Благовеста е българско женско име означаващо блага (добра) вест. Благовест и Благовеста празнуват на Благовещение – 25 март. Православната Църква празнува този ден в чест на благата вест за раждането на Спасителя, която Архангел Гавраил съобщил на Дева Мария, а народното поверие гласи, че на Благовец долитат кукувиците и лястовиците, за да донесат благата вест, че зимата си е отишла и лятото е дошло.